# John Houston (Musiker)
John Houston (* 22. März 1933 in Philadelphia) ist ein US-amerikanischer Jazzpianist.

## Leben und Wirken
Houston arbeitete ab den frühen 1950er-Jahren bei Sonny Stitt („Cool Mambo“, 1952) und Gene Ammons; im Frühjahr 1957 spielte er bei einem Auftritt in Philadelphia mit John Coltrane. In den 1960er-Jahren gehörte er in Los Angeles den Bands von Curtis Amy (Tippin’ On Through, 1962) und Harold Land (Jazz Impressions of Folk Music, 1968) an. Im Bereich des Jazz war er zwischen 1952 und 1969 an 15 Aufnahmesessions beteiligt, zuletzt mit Louis Jordan.